# ترانسفورماتور تفاضلی متغیر خطی

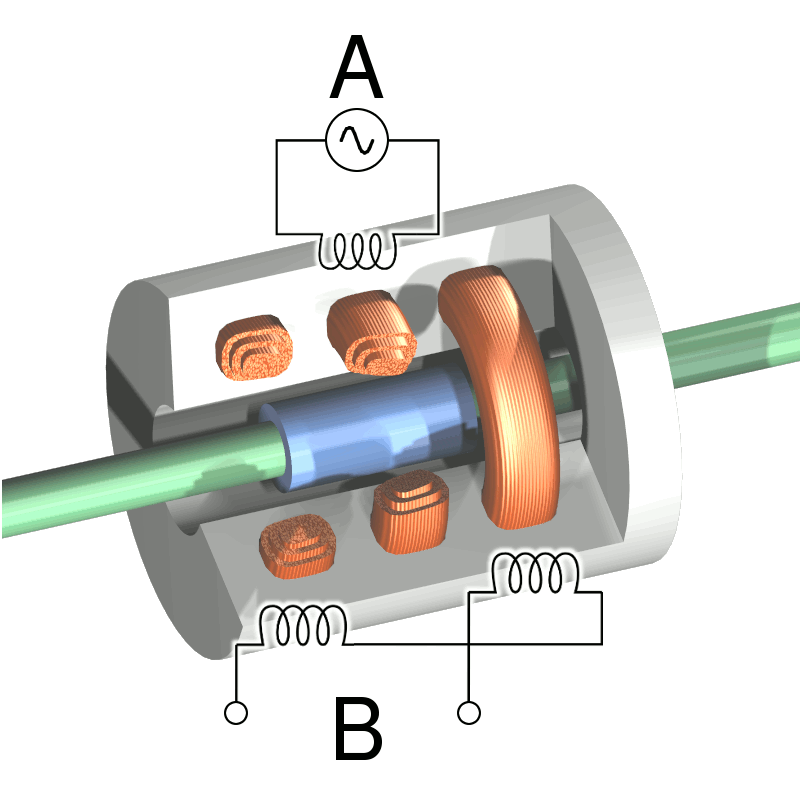
شکل شمای داخلی ترانسفورماتور تفاضلی متغیر خطی را نشان می‌دهد. جریان اعمالی به سیم‌پیچ اولیه که با A نمایش داده شده شار مغناطیسی اطراف خود تولید می‌کند که باعث القای ولتاژ در سیم‌پیچ‌های ثانویه که با B نشان داده شده‌است می‌شود.

ترانسفورماتور تفاضلی متغیر خطی یا ال‌وی‌دی‌تی (انگلیسی: Linear variable differential transformer) گونه‌ای ترانسفورماتور است که در جهت اندازه‌گیری جابه‌جایی خطی استفاده می‌شود. این ترانسفورماتور به شکل استوانه و دارای سه سیم‌پیچ است. سیم‌پیچ اولیه در مرکز آن قرار دارد و دو سیم‌پیچ ثانویه با تعداد دور یکسان و فاصله یکسان در کنار سیم‌پیچ اولیه قرار می‌گیرند. هسته آن استوانه‌ای و متحرک است اگر در وسط قرار بگیرد در دو سیم‌پیچ، به یک میزان ولتاژ القا می‌شود لذا تفاضل ولتاژ آن دو سیم‌پیچ در این حالت صفر است و چون دستگاه بسیار دقیق است با کوچک‌ترین تغییر هسته، تفاضل میان این دو سیم‌پیچ ثانویه از صفر تغییر می‌کند.